# Janet Shibley Hyde
Janet Shibley Hyde és catedràtica de Psicologia -va rebre la càtedra Helen Thompson Wolley de Psicologia i Estudis de la Dona de la Universitat de Wisconsin-Madison- i directora del Women's Studies Research Center de la Universitat de Wisconsin-Madison. És membre del National Council for Research on Women i directora de la revista Psychology of Women Quarterly. Forma part també de l'American Psychological Association i de la Society for the Scientific Study of Sex.
Va rebre la seva formació a l'Oberlin College d'Ohio (1969, llicenciada en matemàtiques), Universitat de Califòrnia (1972, doctorada en psicologia) i a la Universitat de Denison d'Ohio (1996, Grau Honorari del Departament de Ciències Socials).
És una reconeguda especialista en psicologia de la dona, sexualitat humana i psicologia evolutiva. Ha impartit el curs de sexualitat humana des del 1974, primer a la Bowling Green State University, després a la Universitat de Denison i, actualment, a la Universitat de Wisconsin. Els seus interessos d'investigació també se centren en les diferències de gènere i en el desenvolupament del gènere durant la infància i l'adolescència.

## Carrera professional[1]
L'any 1972 va començar a treballar com professora adjunta de Psicologia a la Bowling Green State University fins al 1976. Del 1976 al 1979 va exercir com a professora tècnica de Psicologia fins a l'any 1979. El mateix any, va ser nomenada professora tècnica en Psicologia a la Universitat de Denison durant quatre anys, quan finalment va ser nomenada professora de Psicologia a la mateixa universitat. Un any més tard, la van nomenar directora del Women's Studies Research Center, de la Universitat de Wisconsin-Madison i, el 1990, va ser nomenada rectora adjunta d'assumptes acadèmics. El 1996 es va convertir en la directora del Women Faculty Mentoring Program, fins al 1999 i, aquest mateix any va iniciar la seva etapa com a professora a la Evjue - Bascom dels Estudis de la Dona, fins al 2001. Des de l'any 1999 és professora de Psicologia i Estudis a la Universitat de Wisconsin-Madison amb la càtedra Helen Thompson Woolley.

## Aportacions

### Semblances i diferències de gènere
Un dels temes centrals en la seva recerca ha estat les diferències de gènere amb relació a les variables psicològiques.
En un dels seus estudis més rellevants investigà  la relació entre gènere i depressió, així com els factors que hi intervenen. Segons aquest estudi, les nenes i dones presenten més factors d'estrès, sobretot quan comencen a entrar a l'adolescència, i això es relaciona amb una major incidència de la depressió. Tanmateix, el temperament també s'associa amb la depressió i l'ansietat. En aquest estudi arriba a la conclusió que hi ha factors biològics, com la influència genètica i les hormones implicades en la pubertat, que influeixen en la depressió tant com els factors socials. Finalment els resultats de l'estudi donen suport a la hipòtesi que les nenes i les dones pateixen més estrès i depressió, de vegades per causa de l'abús sexual i de l'assetjament que pateixen a l'adolescència, alhora que influeixen els canvis hormonals i físics associats a la pubertat.
En un altre dels seus treballs, mitjançant metanàlisi, l'autora va fer una revisió de diversos estudis sobre les diferències i semblances de gènere pel que fa a les variables psicològiques. En aquest estudi es va posar de manifest que en la majoria de variables estudiades, les diferències entre homes i dones són petites o trivials, com ara en el rendiment en matemàtiques, en les habilitats verbals, en algunes dimensions de personalitat, com la sociabilitat o l'escrupolositat, i en alguns aspectes de la sexualitat, entre d'altres. Tanmateix, algunes variables com són la rotació mental 3D, l'amabilitat, la percaça de sensacions, l'agressió física, algunes conductes sexuals –ús de pornografia i masturbació- o les actituds respecte el sexe casual, presenten diferències moderades o grans. Aquesta revisió va aportar prou suport a la hipòtesi inicial de que hi havia semblances de gènere, però també va posar de manifest que les semblances i/o diferències estan molt relacionades amb el context, ja que en països on la igualtat de gènere és major, les diferències disminueixen.

### Sexualitat humana
Un altre camp en què la Dra. Hyde ha fet importants aportacions ha estat el de la sexualitat humana i, més concretament, en la sexualitat femenina.
A més de dos llibres publicats sobre el tema, cal destacar un article de l'any 2010 on s'explica com, mitjançant metanàlisi, s'estudien les diferències de gènere respecte a les conductes i actituds sexuals.
Les hipòtesis plantejades pel treball partien de les dades d'estudis empírics anteriors, on s'afirmava que els homes tenien una major activitat sexual i presentaven actituds més permissives i obertes pel que fa al sexe.
Es van revisar 177 estudis on s'avaluaven 10 comportaments, com les conductes sexuals fora del matrimoni, les conductes sexuals orals i la freqüència de les relacions sexuals. A més, es van avaluar 11 actituds, incloent-hi les actituds cap al sexe casual, actituds cap a l'homosexualitat, la permissivitat sexual en general i la masturbació. Els resultats manifesten que els homes tenen una major activitat sexual i actituds més permissives que les dones, donant així suport a les hipòtesis inicials.
Aquestes diferències podrien respondre a diferents teories de les quals parla, com ara la teoria de les estratègies sexuals, que explica que les dones mantenen relacions sexuals per assegurar la supervivència de la descendència, havent de fer així una bona elecció del company, mentre els homes ho fan per poder transmetre els seus gens a major escala. Una altra teoria és la de la psicologia evolutiva, que defensa que els homes són més tolerants que les dones en les actituds que necessiten un compromís sexual, com són les actituds cap a les relacions sexuals prematrimonials, les relacions extramatrimonials o les relacions esporàdiques, entre d'altres.
En aquest estudi es conclou que, contràriament al que havien plantejat altres investigadors, les diferències de gènere en les conductes i actituds sexuals suggereixen que ambdós gèneres tenen més semblances que diferències i que, per això, pensar que les dones tenen menys desig sexual seria erroni.

### Influència dels mitjans de comunicació en la imatge del cos de la dona
L'any 2008 es va publicar a Psychological Bulletin, un article on es suggereix que exposar als mitjans de comunicació el cos ideal prim podria anar relacionat amb l'alteració de la imatge corporal de les dones.
En aquesta metanàlisi es van revisar estudis experimentals i correlacionals que analitzaven la relació entre l'exposició dels mitjans de comunicació amb la insatisfacció de les dones amb el seu cos, la interiorització de l'ideal de primor, comportaments amb el menjar i pensaments. Els resultats donen suport a la hipòtesi que l'exposició a imatges dels mitjans, que representen el cos ideal de primor, està relacionada amb les preocupacions de la imatge corporal de les dones, la insatisfacció generalitzada de les dones amb els seus cossos, l'augment de la inversió en l'aparença i l'augment del suport a dones amb trastorns alimentaris.

## Alguns articles d'interès
- Hyde, J. S. (2005). The gender similarities hypothesis. American Psychologist, 60, 581-592. doi:10.1037/0003-066X.60.6.581
- Else-Quest, N. M., Hyde, J. S., Goldsmith, H. H., & Van Hulle, C. (2006). Gender differences in temperament: A meta-analysis. Psychological Bulletin, 132, 33-72. doi:10.1037/0033-2909.132.1.33
- Hyde, J. S. & Linn, M. C. (2006). Gender similarities in mathematics and science. Science, 314, 599-600. doi:10.1126/science.1132154
- Grabe, S., Hyde, J. S., & Lindberg, S. (2007). Body objectification and depression in adolescents: The role of gender, shame, and rumination. Psychology of Women Quarterly, 31, 164-175.
- Hyde, J. S. (2007). New directions in the study of gender similarities and differences. Current Directions in Psychological Science, 16, 259-263.
- Else-Quest, N. M., Hyde, J. S., & Linn, M. C. (2010). Cross-national patterns of gender differences in mathematics: A meta-analysis. Psychological Bulletin, 136, 103-127. doi:10.1037/a0018053
- Priess-Groben, H. & Hyde, J. S. (2013). 5-HTTLPR X stress in adolescent depression: Moderation by MAOA and gender. Journal of Abnormal Child Psychology, 41, 281-294. doi:10.1007/s10802-012-9672-1